# ألفارو (لاعب كرة قدم مواليد 1931)
ألفارو (بالبرتغالية: Álvaro‏) هو لاعب كرة قدم برازيلي في مركز الهجوم، ولد في 24 سبتمبر 1931 في سانتوس في البرازيل، وتوفي في 21 سبتمبر 1991 في غواروجا في البرازيل. لعب مع أتلتيكو مدريد ونادي سانتوس.

## وصلات خارجية
- ألفارو (لاعب كرة قدم مواليد 1931) على موقع قاعدة بيانات كرة القدم.إي يو (الإنجليزية)